# جرينلاند خلال الحرب العالمية الثانية

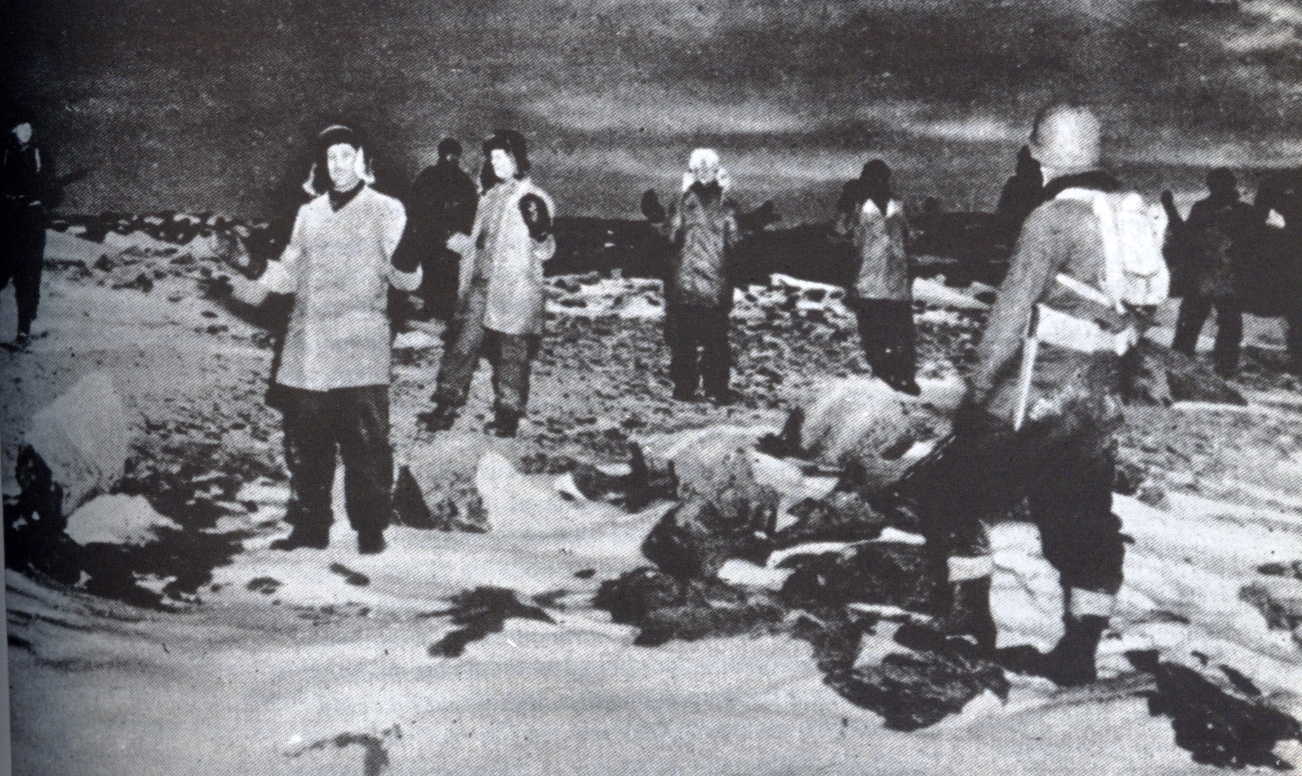

احتلت ألمانيا النازية الدنمارك في أبريل من عام 1940، ومع تهديدات المملكة المتحدة وكندا بالاستيلاء على جزيرة جرينلاند الواسعة تدخلت الولايات المتحدة لضمان الموقف الرسمي للمستعمرة من الحرب، ومع دخول الولايات المتحدة في الحرب العالمية الثانية في ديسمبر 1941 أصبحت جرينلاند رسمياً طرفاً في الحرب العالمية إلى جانب الحلفاء.
أنشأت الولايات المتحدة العديد من مرافق وتجهيزات النقل الجوي والبحري في جرينلاند بين أعوام 1941 – 1945، بالإضافة لمحطات الراديو والطقس والموانئ والمستودعات ومراكز المدفعية ومحطات البحث والإنقاذ، وقام خفر سواحل الولايات المتحدة بجزءٍ كبير من مهمة إمداد المدنيين على طول سواحل الجزيرة. أما من الناحية الاقتصادية فقد تركز التبادل التجاري لجرينلاند على الولايات المتحدة وكندا والبرتغال، وهو الأمر الذي أدى لتنظيم واستقرار اقتصاد الجزيرة.

## الحياد
كانت جرينلاند قبل الحرب مستعمرة مغلقة على نفسها وخاضعة لرقابة الدنمارك وسيطرتها، لكن غزو الدنمارك في 9 أبريل 1940 من قبل القوات الألمانية ترك جرينلاند بمفردها. وضعت المملكة المتحدة وكندا في البداية خططاً لاحتلال المراكز الحيوية في الجزيرة، لكن الولايات المتحدة التي كانت ما تزال محايدة وقتها رفضت بشدة تدخل أي طرف ثالث هناك، أعلن السكان الأصلييون في جنوب وشمال جرينلاند الاحتجاج على البند الطارئ لقانون عام 1925 الذي يحدد كيفية حكم جرينلاند، وأعلنوا جرينلاند إقليماً مستقلاً يتمتع بالحكم الذاتي، اتخذت هذه الخطوة بالتنسيق مع السفير الدنماركي لدى الولايات المتحدة هنريك كوفمان ووزارة الخارجية الأمريكية، وتوافقت هذه الخطوة مع الإعلان الأمريكي لعام 1920 الذي كان ينص على أنَّ الولايات المتحدة لن تقبل وجود أي دولة ثالثة في جرينلاند، واعتبر هذا الموقف الدبلوماسي الأمريكي امتداداً لمبدأ مونرو. وعلى الرغم من أن الحكومة الدنماركية بقيت في الحكم وما زالت تعتبر نفسها محايدة، إلا أنها اضطرت إلى الامتثال لرغبات ألمانيا فيما يتعلق بمسائل السياسة الخارجية. أدرك كوفمان على الفور أن حكومته لن تتمكن من ممارسة سيادتها الكاملة، ولذلك بدأ في التصرف بشكل مستقل، ففي 13 أبريل استشار رؤساء بلديات جرينلاند، والذين وافقوا بعد جدلٍ طويل على الاعتراف به كممثل لجرينلاند في الولايات المتحدة، ونظراً لأن الولايات المتحدة لن تعترف رسمياً بجرينلاند ما لم تكن الإدارة المحلية مستقلة، فقد أبلغ رؤساء بلديات جرينلاند البرلمان المحلي في 3 مايو بأنَّ الخيار الوحيد هو التصرف كدولة مستقلة ذات سيادة. استمرت الحكومة الدنماركية في إرسال الأوامر والتعليمات إلى المستعمرة عبر الراديو وعبر البرتغال، لكن الحكومة المحلية تجاهلتها، وقد ساعد هذا القرار في حماية جرينلاند وتجنب تعرضها للاحتلال الكندي وبالتالي الدخول في الحرب العالمية الثانية.
أدرك سكان جرينلاند أيضاً حجم الوجود النرويجي الكبير في كندا، وإذا ما حاولت كندا احتلال المستعمرة فإنَّ القوات النرويجية الحرة ستتمركز فيها، وهو الأمر الذي يدعو للقلق خصوصاً وأن النرويج كانت لديها أطماع في جزء من جرينلاند حتى حسمت محكمة العدل الدولية النزاع في عام 1933. لمواجهة كل هذه التهديدات طلب سكان جرينلاند حماية الولايات المتحدة. وافقت وزارة الخزانة على إرسال سفن خفر السواحل الأمريكية مع الإمدادات وفريق قنصلي لإنشاء قنصلية مؤقتة في جرينلاند، وبعد أسبوعين من إقامة الولايات المتحدة لعلاقات دبلوماسية مع جرينلاند أرسلت كندا قنصلاً لإقامة علاقات دبلوماسية لها مع جرينلاند.
كان الشغل الشاغل لجميع الأطراف المعنية بجرينلاند هو الحصول على إمدادات من معدن الكريوليت الذي يستخدم في صناعة الألمنيوم من مناجم جرينلاند. لم تستطع الولايات المتحدة استخدام جنود أمريكيين لحماية المناجم لأسباب دبلوماسية، وبدلاً من ذلك جندت وزارة الخارجية الأمريكية خمسة عشر زورقاً حربياً من خفر السواحل للقيام بحماية مناجم الكريوليت، ووصلت بارجة حربية أمريكية مزودة بثمانية مدافع رشاشة وخمسين بندقية وآلاف طلقات الذخيرة لتحقيق الغرض نفسه. حافظت الولايات المتحدة بهذه الطريقة على حياد جرينلاند، واستبقت الخطط البريطانية الكندية لاحتلال الجزيرة.
لم تبذل ألمانيا النازية أي محاولات للوصول إلى جرينلاند في عام 1940، ومع ذلك وصلت ثلاث سفن نرويجية إلى مرافئ نرويجية على الساحل الشرقي للجزيرة. اعترضت البحرية الملكية البريطانية سفينتين، بينما اعترض خفر السواحل الأمريكي السفينة الثالثة. انتهكت بريطانيا حيادية جرينلاند عندما دمرت القواعد النرويجية فيها وهو الأمر الذي أثار احتجاج الولايات المتحدة.
ضغطت المملكة المتحدة وكندا في عام 1941 لإنشاء مطار عسكري بالقرب من كيب فارويل، وهو ما أجبر الولايات المتحدة وحكومة جرينلاند على إضفاء طابع رسمي على الحماية الأمريكية لجرينلاند من أجل الحفاظ على حياد الجزيرة، ولذلك أقيمت قواعد ومرافئ أمريكية في جرينلاند بعد المسوحات الطبوغرافية التي أجريت في عامي 1940 و1941.
أبدى الرئيس فرانكلين روزفلت اهتماماً شخصياً كبيراً بمصير جرينلاند، وفي 9 أبريل 1941 وقع المبعوث الدنماركي كوفمان بناءً على تعليمات من حكومته اتفاقاً تنفيذياً مع وزير الخارجية كورديل هال سمح بوجود القوات الأمريكية في جرينلاند وجعلها محمية أمريكية بحكم الواقع. وفَّر منجم الكريوليت في إفيغتوت لجرينلاند مورداً اقتصادياً هاماً مكنها من إدارة اقتصادها بشكل جيد في فترة الحرب. زودت الولايات المتحدة الجزيرة بقوارب دورية لمسح الساحل الشرقي لجرينلاند على الرغم من أن هذا النشاط كان محدوداً بسبب الجليد الموسمي، وقام خفر السواحل بتسيير دوريات شمال شرق جرينلاند لاكتشاف أي نشاط ألماني. وفي عام 1941 سيطرت دوريات خفر السواحل على سفينة نرويجية ونقلتها إلى بوسطن.

## جرينلاند تدخل الحرب
عندما أعلنت الولايات المتحدة الحرب على ألمانيا في 11 ديسمبر دخلت جرينلاند الحرب العالمية الثانية إلى جانب الحلفاء. قطعت جرينلاند الاتصالات المتبقية لها مع كوبنهاغن، وطبعت عملة محلية وطوابع خاصة، وفي عام 1942 سيطر الجيش الأمريكي على منجم إفيغتوت، وبدأ تسيير دوريات من الطيران الحربي المقاتل فوق جرينلاند، وأنشأت الولايات المتحدة مركزاً للقيادة الجوية في جرينلاند تابعاً للقوات الجوية الأمريكية بالإضافة لقواعد ومرافئ حربية. كان عدد سكان جرينلاند وقتها 18 ألف من السكان الأصليين و500 من الدنماركيين، وبدأ آلاف الجنود الأمريكيين بالتدفق على الجزيرة. كانت علاقات الجزيرة مع الأميركيين ممتازة، فقد وفرت الدعم والمساعدات الإنسانية بالإضافة إلى توسيع البنية التحتية للجزيرة بشكل كبير.

### محطات الطقس الألمانية
حاول كل من الحلفاء وألمانيا احتكار بيانات الطقس في شمال المحيط الأطلسي والمحيط المتجمد الشمالي، بسبب أهمية معلومات الأرصاد الجوية على التخطيط العسكري وتوجيه السفن والقوافل. أصبحت جرينلاند جزءاً مهماً من هذه الحرب الجوية في شمال المحيط الأطلسي. أنشأ الألمان أربع محطات جوية سرية على الساحل الشرقي للجزيرة اعتباراً من أغسطس 1942، اكتُشفت أول محطة في جزيرة سابين في الربيع لكنها سحبت بنجاح قبل تعرضها للهجوم، وسحبت بعثة عام 1943 في جزيرة شانون بنجاح عن طريق الجو، بينما استولى خفر السواحل على بعثتين في أكتوبر 1944 قبل أن يكتمل تأسيسهما.
اكتُشفت محطة الطقس الألمانية في خليج هانسا على الساحل الشمالي الشرقي لجزيرة سابين من قبل فريق أمريكي في 11 مارس 1943. أدرك الألمان أنهم قد اكتشفوا وطاردوا الفريق الأمريكي. شكَّل حاكم جرينلاند برون دورية عسكرية بعد هذه الحادثة، وعيَّن بولسن قائداً لها اعتباراً من 15 مارس. قُصفت القاعدة الألمانية في سابين بواسطة قاذفات سلاح الجو الأمريكي التي انطلقت من أيسلندا، ثم استولت عليها قوات خفر السواحل، ولكن جميع الموظفين الألمان باستثناء شخص واحد كانوا قد أُجلوا. كان هذا الهجوم الجوي هو الهجوم الوحيد على البر الرئيسي في جرينلاند.
استولت قوات الجيش الأمريكي أيضاً على آخر محطة أرصاد جوية ألمانية وأسرت طاقمها في 4 أكتوبر 1944. هبطت القوات الأمريكية المهاجمة من كاسحة جليد أمريكية والتي نقلت السجناء لاحقاً، ثم استولت على سفينة النقل الألمانية التي كانت تقوم بإعادة تزويد المحطة بالوقود والمؤن، وضُمت إلى خفر السواحل الأمريكي.
لعبت جرينلاند دوراً مهماً في الحركة الجوية لشمال الأطلسي أثناء الحرب العالمية الثانية، لكن دور الجزيرة كقاعدة رئيسية للهجمات ضد الغواصات الألمانية أعاقه الطقس السيئ وظلام الشتاء الطويل والصعوبات اللوجستية.

## فترة ما بعد الحرب
احتفلت جرينلاند بتحرير الدنمارك في 5 مايو 1945، وألغت إدارة جرينلاند المحلية صلاحيات الطوارئ وخضعت مرة أخرى لسيطرة مباشرة من كوبنهاغن. عاد كوفمان إلى كوبنهاغن، حيث أسقطت تهم الخيانة ضده، وصدّق البرلمان الدنماركي على اتفاقية مع الولايات المتحدة تسمح باستمرار وجود قوات الولايات المتحدة في الجزيرة. أدت التجربة الناجحة لجرينلاند المستقلة إلى إعادة هيكلة وتحديث دراماتيكي للسياسة الدنماركية فيما يتعلق بالمستعمرة.